# Kvartet Gubec
Kvartet Gubec ime je hrvatskoga vokalnog sastava utemeljenog 2004. godine u Krapini. Na hrvatskoj su estradnoj sceni i danas poznati kao marljivi promicatelji narodne i zabavne glazbe, posebice kajkavskih popevki.

## O kvartetu
Po uzoru na negdašnje muške vokalne kvartete 4M i Studio, četiri su zaljubljenika u kajkavsku kulturnu baštinu te narodnu glazbu i običaje sjeverozapadne Hrvatske 2004. u Krapini utemeljili Kvartet Gubec. Bijahu to glumci zagrebačkog Gradskog kazališta „Komedija“ Vid Balog, Adam Končić i Adalbert Turner Juci, te zagorski kantautor i glazbeni producent Rajko Suhodolčan.
Godine 2008. kvartet zbog glumačkih obaveza i prezauzetosti napuštaju Vid Balog i Adam Končić, a novim članovima postaju tenor Vinko Ančić i bariton Željko Grozaj. U novoj postavi kvartet prvi put nastupa iste godine na tradicionalnom koncertu Božić u Ciboni uz pratnju Big Banda HRT pod ravnanjem maestra Zdravka Šljivca.
U prosincu 2013. kvartet je napustio Adalbert Turner Juci, kojega je zamijenio basbariton Robert Mikša.

## Nagrade i priznanja
- 2007. – glazbena nagrada Porin u kategoriji za najbolji album folklorne glazbe (za album »Ak’ sem ti srčeko ranil…«)
- 2010. – glazbena nagrada Porin u kategoriji za najbolji album folklorne glazbe (za album »Oko jene hiže«)
- 2012. – glazbena nagrada Porin u kategoriji za najbolju folklornu skladbu (za pjesmu »Pod brajde« u izvedbi Kvarteta Gubec i Kavalira iz Bednje)

## Diskografija
- CD »Ak’ sem ti srčeko ranil…«, SBS Music, 2006.
- CD »Oko jene hiže«, SBS Music, 2009.
- CD »Gupci vu Lisinskom« / Kvartet Gubec i Tamburaški orkestar HRT, SBS Music, 2011.
- CD Pozdrav Zagorju / Kvartet Gubec i Tamburaški orkestar HRT, 2016.

## Vanjske poveznice
- Mrežno sjedište Narodna glazba  Arhivirana inačica izvorne stranice od 20. listopada 2020. (Wayback Machine)